# Melaleucamonark
Melaleucamonark (Myiagra nana) är en fågel i familjen monarker inom ordningen tättingar.

## Utbredning och systematik
Fågeln förekommer i norra Australien, på allra sydligaste delarna av Nya Guinea och på öar utanför norra Torres sund. Tidigare kategoriserades den som en underart till vitstrupig monark (Myiagra inquieta) och idag bildar dessa båda taxon en superart.

## Status och hot
Arten har ett stort utbredningsområde, men tros minska i antal, dock inte tillräckligt kraftigt för att den ska betraktas som hotad. Internationella naturvårdsunionen IUCN listar arten som livskraftig (LC).